# 노베오카역
노베오카역(일본어: 延岡駅)은 일본 미야자키현 노베오카시에 있는 규슈 여객철도 · 일본화물철도 닛포 본선의 역이다. 단선 · 섬식의 형태를 합친 복합 구조의 철도 역사이다.

## 타는 곳
| 1 | ■ 닛포 본선 | (상행) | 사이키 · 오이타 · 고쿠라 · 하카타 방면 |
| 1 | ■ 닛포 본선 | (하행) | 휴가시 · 미야자키 · 미야자키쿠코 방면  |
| 2 | ■ 닛포 본선 | (하행) | 휴가시 · 미야자키 · 미야자키쿠코 방면  |
| 3 | ■ 닛포 본선 | (하행) | 휴가시 · 미야자키 · 미야자키쿠코 방면  |

## JR 화물
JR 규슈 여객역의 남동쪽에 위치해, 컨테이너를 취급하는 설비로서 1면의 컨테이너 승강장과 승강장으로 접하는 하역선 1개가 있다. 예전에는 역 북쪽에 있는 아사히 카세이 공장으로의 전용선이 있어, 전용선에 대해서도 컨테이너 등을 취급하고 있다.

### 취급하는 화물
- 컨테이너 화물 : JR 규격의 12 ft 컨테이너, 20 ft 대형 컨테이너를 취급한다.
- 산업 폐기물 · 특별 산업 폐기물의 취급 허가릉 얻고 있다.

### 화물 열차
화물열차는, 기타큐슈 화물 터미널 역과 미나미노베오카역을 연결하는 하루 1회 왕복과, 이 역과 기타큐슈 화물 터미널 역을 연결하는 하루 왕복 1회의 고속 화물열차가 정차해, 화차의 연결 · 해방 작업을 실시하고 있다. 또한 화차의 연결 · 해방 작업은 실시하지 않지만, 종착역으로 향하는 시간표로 되어 있다.

## 이용 현황
| 연도     | 연간 승차 인원 |
| 2002년도 | 1,425          |
| 2004년도 | 1,377          |
| 2005년도 | 1,390          |
| 2006년도 | 1,404          |
| 2007년도 | 1,415          |
| -------- | -------------- |

## 역 주변
- 노베오카 관광 안내소
- 노베오카 시청
- 노베오카 신용금고
- 오이타 은행 노베오카 지점
- 비즈니스 호텔 노베오카
- 시티호텔 플라자 노베오카
- 노베오카 그린호텔
- 후쿠오카 법무국 미야자키 지방법무국 노베오카 지국
- 국세청 구마모토 국세국 노베오카 세무서
- 미야자키 지방 재판소 노베오카 지부
- 노베오카 간이 재판소
- 노베오카 시립 병원
- 국도 제10호선

## 인접 정차역
| 닛포 본선                | 닛포 본선   | 닛포 본선                        |
| ------------------------ | ----------- | -------------------------------- |
| 기타노베오카 고쿠라 방면 | ■ 닛포 본선 | 미나미노베오카 가고시마추오 방면 |